# Божевільний день інженера Баркасова
«Божевільний день інженера Баркасова» (рос. «Безумный день инженера Баркасова») — радянський комедійний художній фільм, знятий за мотивами п'єси «Парусиновий портфель» і розповідей Михайла Зощенка. Фільм поставлений на Кіностудії ім. М. Горького, на замовлення Держтелерадіо СРСР, режисером  Миколою Лирчиковим у 1983 році.

## Сюжет
Головний герой фільму інженер Баркасов (Василь Бочкарьов) цілий день потрапляє в безглузді і анекдотичні ситуації.
Він відповідальний працівник, керівник великої установи, який зовсім знесилів від невідкладних справ, які навалилися на нього. За порадою лікаря його заступник купив для свого начальника два квитки в оперету і наказав секретарці Софочці супроводжувати Баркасова на вечірньому виступі.
Теща Олексія Гавриловича давно натякала своїй дочці, що тривала відсутність її чоловіка не завжди пов'язана з його роботою. Повернувшись додому за забутими паперами, Баркасов сказав, що у нього і сьогодні завантажений цілий день. Йдучи, він випадково переплутав свій портфель з точно таким же портфелем представника електроконтролю, що працював в їх квартирі. До жаху дружини, там лежали коробка цукерок і квіти.
Тим часом нещасливий портфель ще кілька разів через непорозуміння змінює господарів, а ревнивий чоловік Софочки вводить в оману Абрамоткіна (залицяльника друкарки Насті Тройкіної) про те, хто з ким повинен йти в театр.
Розсерджений Абрамоткін приводить додому до Насті дружину і тещу Баркасова і тільки там з'ясовується, що він залишався вірним своїй дружині, а все, що трапилося не більше, ніж непорозуміння.

## У ролях
- Василь Бочкарьов —  Олексій Гаврилович Баркасов
- Наталія Сайко —  Зоя Баркасова
- Євгенія Ханаєва —  Аліса Юріївна, теща Баркасова
- Валентина Теличкіна —  няня Анюта
- Михайло Кононов —  Іван Тятін, заступник Баркасова
- Ірина Рєзнікова —  Настя Тройкіна, друкарка
- Ольга Остроумова —  Софочка Крутецька, секретар
- Ігор Дмитрієв —  Юрій Крутецький
- Андрій Мартинов —  поет Слоняєв
- Петро Щербаков —  Абрамоткін, наречений Насті Тройкіной
- Борис Новиков —  опалювач
- Валентина Тализіна —  Кобиліна
- В'ячеслав Невинний —  Кобилін
- Афанасій Кочетков —  кролівник
- Віктор Сергачов —  електрик
- Борис Гітін —  службовець
- Георгій Мілляр —  сусід
- Олександр Лазарев —  доктор
- Володимир Грамматиков —  режисер радіоцентру
- Зоя Василькова —  сусідка
- Михайло Бочаров —  лікар
- Артур Ніщонкін —  фельдшер
- Марія Скворцова —  медсестра
- Станіслав Коренєв —  міліціонер
- Ірена Дубровська —  диктор

## Знімальна група
- Автор сценарію: Олександр Хмелик
- Режисер-постановник:  Микола Лирчиков
- Оператор-постановник: Андрій Пашкевич
- Художник-постановник: Віктор Сафронов
- Композитор:  Марк Мінков